# غير آمن مع نيكي غلايزر
غير آمن مع نيكي غلايزر (بالإنجليزية: Not Safe with Nikki Glaser) برنامج تلفزيوني حواري أمريكي. يعرض على قناة كوميدي سنترال في الولايات المتحدة، في الساعة 10:30 مساءاً.
في 29 مارس، 2016، أعلنت كوميدي سنترال عن تمديدها الموسم الأول لعشر حلقات. في 7 يونيو، 2016، بدأ عرض الموسم الثاني من المسلسل.

## وصلات خارجية
- الموقع الرسمي
- Not Safe with Nikki Glaser نسخة محفوظة 26 يناير 2016 على موقع واي باك مشين. at Comedy Central
- غير آمن مع نيكي غلايزر على موقع IMDb (الإنجليزية)
- غير آمن مع نيكي غلايزر على موقع ميتاكريتيك (الإنجليزية)
- غير آمن مع نيكي غلايزر على موقع روتن توميتوز (الإنجليزية)
- غير آمن مع نيكي غلايزر على موقع كينوبويسك (الروسية)
- غير آمن مع نيكي غلايزر على موقع قاعدة بيانات الفيلم (الإنجليزية)